# 名波海紅
名波 海紅（なわ みく、2004年5月8日 - ）は、日本の女性子役である。
東京都江戸川区出身。クレヨン所属。以前はテアトルアカデミー（劇団コスモス幼稚部）に所属していた。
1歳5ヶ月でテアトルアカデミーに所属。
2012年よりクレヨンに所属し、芸名を海紅（みく）に変更。移籍後は主立った活動は見られていない。
趣味は動物と遊ぶ。

## 出演

### テレビドラマ
- 瑠璃の島SP2007（2007年1月6日、日本テレビ）斉藤美月の娘 役
- 地獄の沙汰もヨメ次第（2007年7月、TBS）篠塚雅美の娘 カンナ 役
- 篤姫（2008年4月、NHK）典姫 役
- 夏の秘密  （2009年6月 - 8月、東海テレビ、フジテレビ）染谷紅夏 役
- SP「革命前日」（2011年3月5日、フジテレビ）石田光男の娘 千花 役

### 映画
- つるしびな（2011年）及川里津子 役

### CM
- トヨタ自動車 ノア （2007 - 2009年）
- 日立 ブルーレイカムWooo（2008年）
- 山崎製パン ダブルソフト（2008 - 2010年）
- 日本コカコーラ ジョージア（2009年）
- ヤマハ PAS（2010年）
- エポック社 はじめてのシルバニアファミリー（2010年）

### スチール
- 講談社 げんき
- 講談社 おかあさんといっしょ